# Фогл, Джаред Скотт
Джаред Скотт Фогл (род. 31 августа 1977, Индианаполис) — американский преступник, педофил. В прошлом официальное рекламное лицо сети ресторанов быстрого обслуживания Subway.
Фогл похудел на 245 фунтов (111 кг) в период с 1998 по 1999 год, часто посещая рестораны Subway в рамках своей диеты. В 2000 году компания наняла его для помощи в рекламе. Фогл появлялся в рекламных кампаниях Subway с 2000 по 2015 год, снявшись более чем в 300 рекламных роликах, а также множество раз давал интервью средствам массовой информации, рекламируя продукцию Subway, до тех пор пока расследование ФБР не привело к тому, что он был признан виновным в детском секс-туризме и хранении детской порнографии. Первые обвинения в том, что Фогл имел противозаконные отношения с несовершеннолетними, появились ещё в 2007 году, но получили подтверждение только в 2015-м. Фогл был приговорён к 15 годам и 8 месяцам лишения свободы в федеральной тюрьме. В настоящее время он находится в заключении в Федеральном исправительном учреждении Энглвуд.

## Ранние годы
Родился в Индианаполисе, штат Индиана, 23 августа 1977 года в еврейской семье Нормана и Эдриенн Фогл. Старший сын, имеет брата и сестру. Во время поездки в Израиль совершил бар-мицву, после чего был конфирмован своей консервативно-реконструктивистской синагогой.
В 1995 году окончил Северо-Центральную старшую школу в Индианаполисе, в 2000 году — Индианский университет в Блумингтоне, затем некоторое время работал в отделе управления доходами компании American Trans Air.

## Карьера

### Реклама Subway

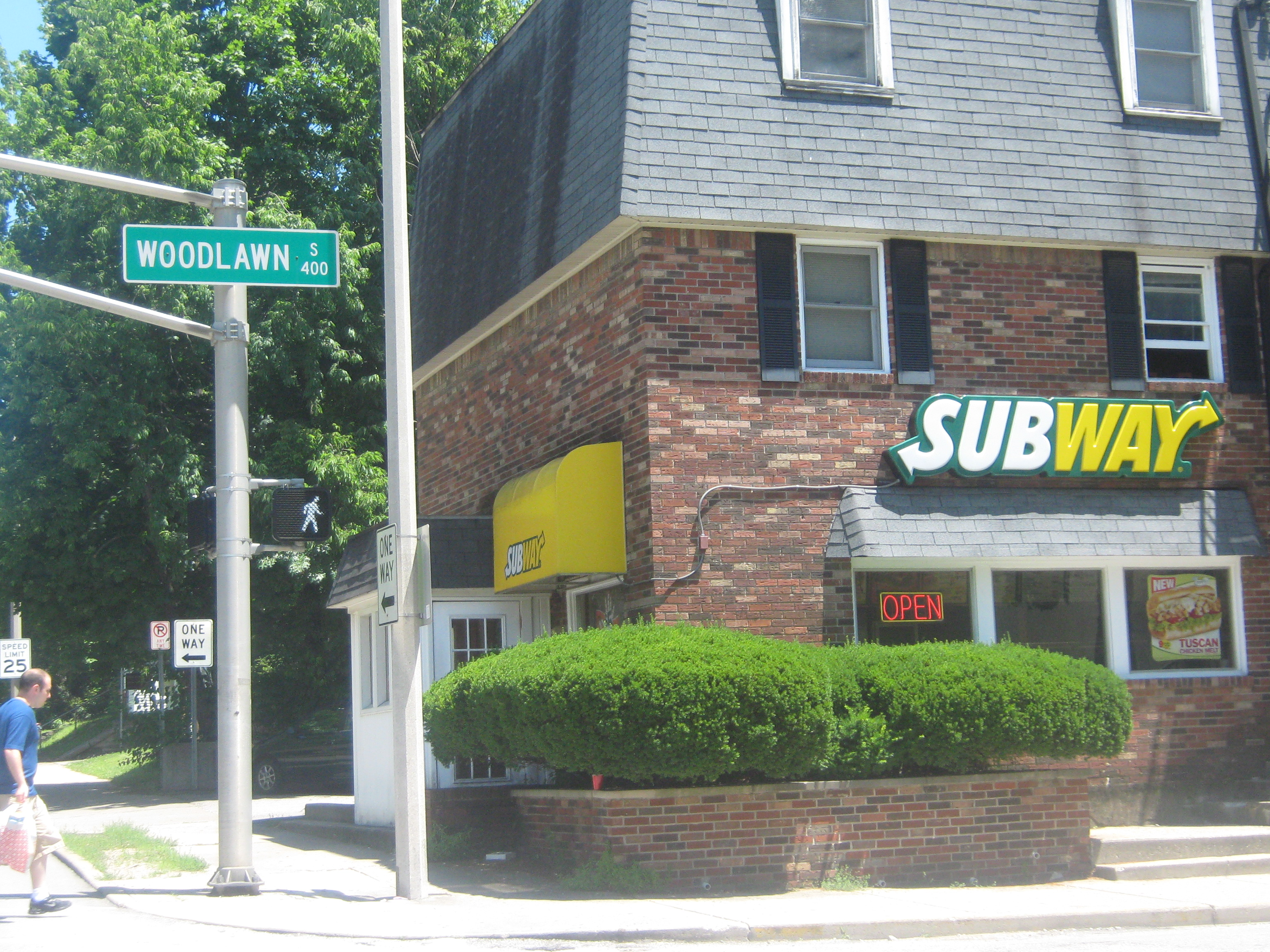
Ресторан Subway в Блумингтоне, Индиана, который часто посещал Фогл (ныне закрыт)

Впервые Фогл привлёк внимание средств массовой информации в апреле 1999 года благодаря статье, опубликованной в Indiana Daily Student и написанной его бывшим соседом по общежитию. В статье говорилось, что Фогл похудел на 245 фунтов (111 кг) благодаря упражнениям и питанию сэндвичами Subway. Впоследствии Фогл был упомянут в статье журнала Men’s Health «Глупые диеты… которые работают!» (англ. Stupid Diets ... that Work!). Согласно статье, Фогл страдал ожирением — в какой-то момент он весил 425 фунтов (193 кг) — из-за отсутствия физических упражнений и употребления нездоровой пищи.
Фогл изменил своё пищевое поведение после того, как перешёл на питание в Subway, уменьшив потребление пищи с 10 000 калорий в день до одного мини-саба с индейкой и одного большого овощного саба плюс немного жареных картофельных чипсов и диетической газировки, что в общей сложности составляло около 2 000 калорий в день. Франчайзи Subway из Чикаго рассказал историю Фогла рекламному агентству компании.
Subway провела тестовую рекламную кампанию на региональном телевидении. Первая реклама, вышедшая в эфир 1 января 2000 года, представляла Фогла и его историю со следующей оговоркой: «Диета Subway в сочетании с большим количеством прогулок сработала для Джареда. Мы не говорим, что это для всех. Вам следует проконсультироваться со своим врачом, прежде чем начинать какую-либо диету. Но для Джареда это сработало».
Тестовая реклама имела ошеломительный успех, и Фогл впоследствии появлялся в большом количестве телевизионных рекламных роликов, а также выступал в ресторанах Subway по всей территории Соединённых Штатов с лекциями о пользе фитнеса и здорового питания. Вскоре он стал известен как «Парень из Subway» (The Subway Guy).
В 2002 году Фогл стал героем эпизода «Южного парка» под названием «Джаред и его помощники». Фогл заявил, что, хотя в этой серии был «типичный безвкусный юмор», тот факт, что ему была посвящена вся серия, был «очень лестным».

«Вы знаете, что добились успеха, когда такие шоу, как „Южный парк“, начинают вас пародировать»— Джаред Фогл, из интервью The Washington Post, 2003

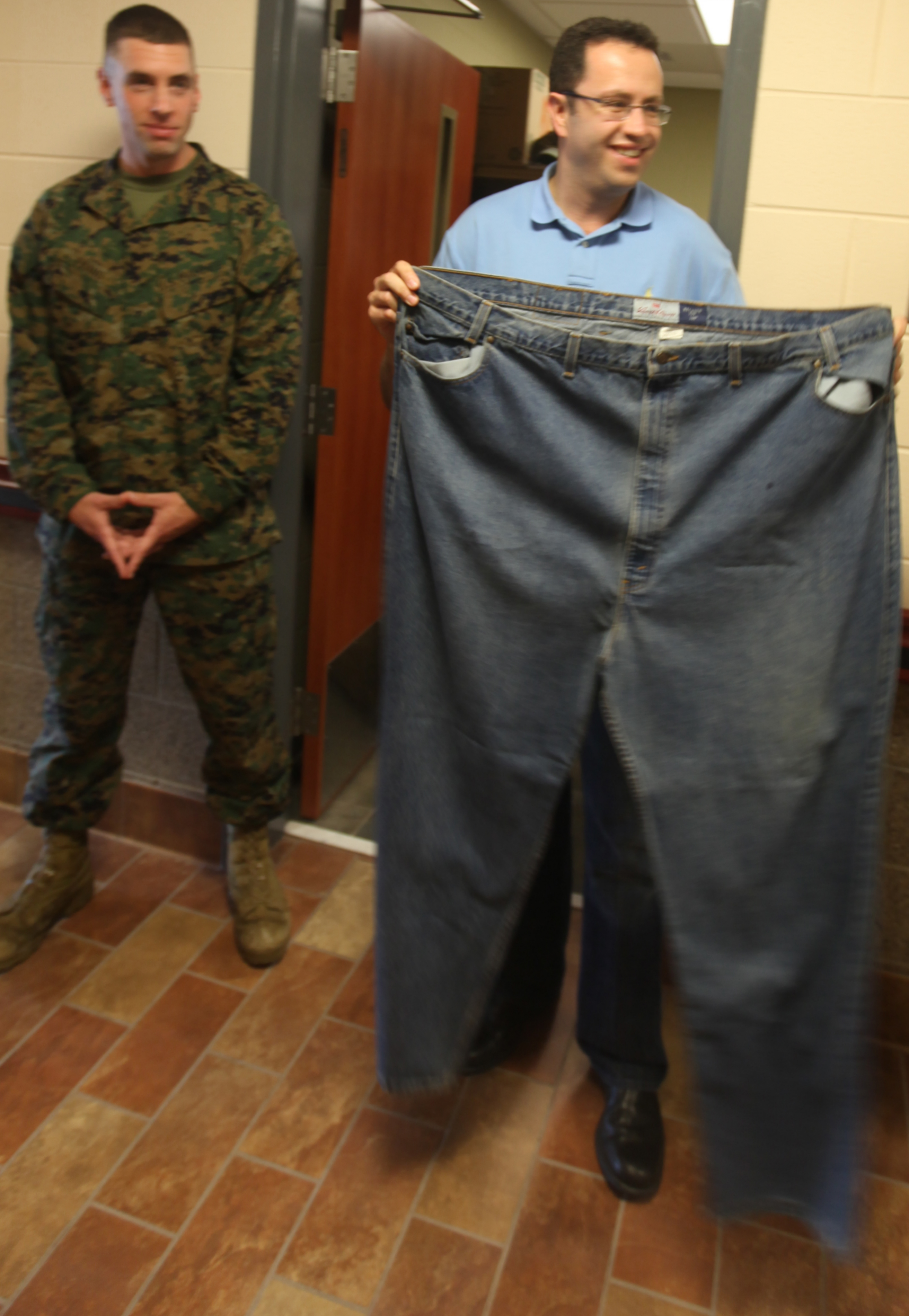
Фогл демонстрирует свои старые джинсы морским пехотинцам США во время одного из своих турне, 2011

Пик рекламной карьеры Фогла пришёлся на февраль 2008 года, когда он стал главным лицом рекламной кампании Subway «Tour de Pants». В рамках кампании Фогл объявил, что по окончании рекламного тура отдаст в музей пару своих старых штанов, окружность которых в поясе составляла 62 дюйма (157 сантиметров). Начиная с 2008 года, присутствие Фогла в рекламе Subway уменьшилось из-за того, что компания сделала новый акцент на рекламной акции «$5 Footlong».
Сотрудничество Фогла с Subway предоставило ему и другие возможности, такие, например, как появление в шоу WWE в 2009 и 2011 годах.
К 2013 году Фогл снялся более чем в трёх сотнях рекламных роликов и продолжал выступать от лица Subway. Компания оценила общий рост продаж, состоявшихся благодаря Фоглу, в размере от одной трети до половины, при этом выручка Subway утроилась с 1998 по 2011 год.

### Jared Foundation
В 2004 году Фогл основал фонд Jared Foundation, некоммерческую организацию, занимающуюся повышением осведомлённости о детском ожирении посредством образовательных программ и других инструментов, предоставляемых родителям, школам и общественным организациям. Фогл также заявил, что раздаст два миллиона долларов США в виде грантов для борьбы с этим заболеванием.
Госсекретарь штата Индиана в феврале 2012 года вынес решение о роспуске фонда в административном порядке на том основании, что он не выплачивал ежегодный регистрационный взнос в размере 5 долларов США с 2008 года, и все уведомления о просрочках были проигнорированы, однако несмотря на это фонд продолжал деятельность.
29 апреля 2015 года Рассел Тейлор, исполнительный директор Jared Foundation, был арестован в своём доме в Индианаполисе по обвинению в эксплуатации детей, хранении детской порнографии и вуайеризме. Согласно протоколам суда, Тейлор и его жена Анджела Болдуин подвергали сексуальным домогательствам девочек в возрасте от 9 до 17 лет и установили в спальнях и ванных комнатах своего дома камеры, чтобы снимать жертв без их ведома. Фогл разорвал все связи с Тейлором сразу после ареста.
Тейлор предпринял попытку самоубийства 6 мая 2015 года в тюрьме округа Марион, но выжил, благодаря тому, что его вовремя подключили к аппаратам жизнеобеспечения.
В августе 2015 года в USA Today была опубликована статья, в которой сообщалось, что Jared Foundation не выдавал никаких грантов и не выделял средств на заявленные цели. В статье отмечалось, что в среднем фонд тратил 73 000 долларов США в год, причём большая часть этой суммы уходила на зарплату исполнительного директора фонда. Согласно налоговым отчётам фонда, более четверти средств не было учтено. В статье был процитирован Дэниел Борочофф, президент некоммерческой группы по наблюдению за благотворительностью CharityWatch, заявивший: «Если бы Джаред действительно был заинтересован в помощи детям через свой фонд, он мог бы добывать больше денег. Как и у многих знаменитостей, благотворительность, похоже, была больше направлена на улучшение имиджа, чем на добрые дела».
1 сентября 2015 года Тейлор признал себя виновным по предъявленным обвинениям и 10 декабря 2015 года был приговорён к 27 годам лишения свободы в федеральной тюрьме. Однако приговор был отменён в марте 2020 года по процессуальным основаниям, после того как выяснилось, что адвокат Тейлора не смог оспорить обвинения по трём эпизодам, не подкреплённые доказательствами, вследствие чего было признано, что Тейлор получил неэффективную юридическую помощь. Судья Таня Уолтон Пратт, первоначально вынесшая приговор, заявила, что эта неудача дискредитировала всю сделку о признании вины. В апреле 2020-го прокуратура выдвинула новое обвинение в 30 случаях производства и распространения детской порнографии. Тейлор подал прошение о признании вины в мае 2020 года, официально признав себя виновным в ноябре 2021 года. 9 мая 2022 года его приговорили к 27 годам тюремного заключения, как и в первоначальном приговоре.
В октябре 2021 года Анджела Болдуин была признана виновной в эксплуатации детей, а также производстве и хранении детской порнографии и приговорена к 33 годам тюремного заключения.

## Уголовное преследование

### Следствие и арест
В 2007 году Фогл привлёк внимание правоохранительных органов после того, как журналистка и радиоведущая из Сарасоты, штат Флорида, Рошель Херман-Валронд сообщила полицейскому управлению Сарасоты о том, что Фогл в её присутствии давал непристойные комментарии в адрес девочек среднего школьного возраста. Она познакомилась с Фоглом в местной школе среднего звена на мероприятии, посвящённом здравоохранению, куда он был приглашён в рамках своего турне с лекцией. После она сделала записи высказываний Фогла и сохранила текстовые сообщения, которыми они обменивались, и обратилась в ФБР. Федеральные агенты попросили её скрытно осуществлять аудиозаписи их разговоров. Херман-Валронд вошла в доверие к Фоглу и в течение следующих четырёх лет записывала разговоры с ним в рамках продолжающегося федерального расследования. За этот период он сделал несколько замечаний о том, как занимался сексом с несовершеннолетними девочками, а также попросил её установить веб-камеры в комнатах её детей, чтобы он смог наблюдать за ними. Однако в конечном итоге ФБР не смогло возбудить дело против Фогла лишь на основе этих записей, поскольку им требовались более существенные доказательства.
В ходе следствия по делу Рассела Тейлора власти обнаружили, что тот обменивался с Фоглом откровенно сексуальными фотографиями и видеозаписями детей, некоторым из которых было всего шесть лет, включая изображения своих собственных падчериц. Позднее Тейлор был обвинён в сговоре с Фоглом.

«То, что мы нашли в доме Рассела Тейлора и на его компьютерах, привело нас к Джареду Фоглу»— Тим Хорти, представитель Министерства юстиции США.
7 июля 2015 года следователи ФБР и полиции штата Индиана провели обыск в доме Фогла в Зайонсвилле и арестовали его по обвинению в распространении и получении детской порнографии; компьютеры и другое электронное оборудование Фогла были конфискованы. В тот же день представитель Subway объявил, что компания и Фогл согласились приостановить свои деловые отношения; впоследствии Subway удалила все упоминания о Фогле со своего веб-сайта.
После ареста Фогла ФБР также предоставило суду переписку текстовыми сообщениями между Фоглом и франчайзи Subway Синди Миллс, имевшую место в 2008 году (в то время Фогл имел сексуальные отношения с Миллс). В этих сообщениях Фогл рассказывал о сексуальном насилии над детьми в возрасте от 9 до 16 лет, советовал Миллс продать себя для секса на Крейгслист и просил её организовать ему секс с её 16-летней кузиной. Адвокат Миллс заявил, что та предупредила корпоративное руководство Subway об этих текстовых сообщениях, но получила ответ, что, поскольку Фогл официально не является сотрудником Subway, они не видят в этом никаких нарушений. Представители Subway заявили, что у них нет записей о каких-либо обвинениях, выдвинутых Миллс.

### Соглашение о признании вины
19 августа 2015 года федеральная прокуратура объявила, что достигла соглашения с Фоглом. Он признаёт себя виновным по предъявленному ему от 15 августа 2015 года обвинительному заключению, содержащему два раздела обвинения: в распространении и получении детской порнографии (раздел 1) и путешествиях с целью вступить в незаконные сексуальные отношения с несовершеннолетними, в частности, из Индианы в Нью-Йорк, где он оплатил участие в сексуальных действиях с несовершеннолетней девушкой, которой на тот момент было 17 лет (раздел 2). Раздел 1 содержал утверждения, что Фогл был полностью осведомлён и одобрял действия своего сообщника Рассела Тейлора, домогавшегося 12 несовершеннолетних и совершавшего с ними действия откровенно сексуального характера, тайно снимая это на видео и затем передавая видеофайлы и файлы изображений Фоглу; знал, что Тейлор получил на коммерческой основе откровенно сексуальные изображения несовершеннолетних в возрасте шести лет, которыми он поделился с Фоглом; сознательно поделился материалами, полученными от Тейлора, с другими сторонами. Раздел 2 содержал утверждения о том, что Фогл предлагал взрослым проституткам вознаграждение за поиск ему более молодых сексуальных партнёров; отправлял этим проституткам текстовые сообщения, в которых выражал сексуальный интерес к мальчикам; и, помимо участия в сексуальных действиях с вышеупомянутой 17-летней девушкой, он также предложил ей гонорар за то, чтобы она нашла ему сексуальных партнёров моложе её. Всего потерпевшими по делу были признаны 14 человек.
Согласно документам о признании вины, поданным в Окружной суд США по Южному округу штата Индиана, Фоглу грозило до 50 лет тюремного заключения (при потенциально последовательном отбывании суммированных наказаний: максимум 20 лет по разделу 1 и 30 лет по разделу 2). В рамках сделки о признании вины, которая не была обязательной для судьи, вынесшей приговор, прокуратура согласилась требовать не более 12 лет 7 месяцев, в то время как Фогл согласился не добиваться наказания на срок менее 5 лет. Фогл также согласился выплатить в общей сложности 1,4 миллиона долларов США в качестве моральной компенсации — по 100 000 долларов США каждой жертве. По условиям соглашения о признании вины, Фоглу будет разрешено контактировать или общаться с несовершеннолетними под присмотром и с одобрения своего инспектора по надзору, в то время как контролируемые свидания с его собственными детьми будут разрешены только с одобрения их матери, Кэтлин Маклафлин. Также в условиях соглашения было закреплено, что после выхода из тюрьмы Фогл должен будет до конца жизни зарегистрироваться в качестве преступника, осуждённого за половые преступления, и пройти лечение от сексуальных расстройств.
Вскоре после объявления о признании вины Subway заявила в Твиттере, что полностью разорвала отношения с Фоглом.
19 ноября 2015 года Фогл официально признал себя виновным перед федеральным судьёй Таней Уолтон Пратт. В своём заявлении Фогл извинился перед жертвами, заявив, что он хотел бы получить шанс «стать хорошим, честным человеком и искупить свою вину» после того, как «оказался втянут в жизнь, полную обмана, лжи и полного эгоцентризма».
По словам Джона Брэдфорда, судебного психиатра, который давал показания команде защиты Фогла, Фогл страдал от компульсивного расстройства пищевого поведения в течение нескольких лет, прежде чем похудел и заменил еду чувством гиперсексуальности, которое включало «мягкую» или «слабую» педофилию. Этот диагноз не был принят экспертами в области психиатрии и подвергся критике со стороны судьи Пратт и в социальных сетях. На следующий день психолог Liberty Behavioral Health Corporation Адам Деминг предположил, что использование Брэдфордом слов «мягкая» и «слабая» было попыткой передать, что основное сексуальное влечение Фогла направлено на подростков, и что к детям младшего возраста он испытывает меньшее влечение.
Судья Пратт приговорила Фогла к 15 годам и 8 месяцам тюремного заключения, что на три года больше, чем требовала прокуратура, и в три раза больше срока, на который надеялся Фогл. Пратт заявила, что «уровень извращений и беззакония, проявленный мистером Фоглом, является крайним». Он должен отсидеть не менее 13 лет, прежде чем получит право на досрочное освобождение за хорошее поведение. После отбытия наказания он будет находиться под надзором до конца своей жизни. Пратт также оштрафовала его на 175 000 долларов США и приказала конфисковать активы на 50 000 долларов США в дополнение к сумме возмещения морального ущерба, которую он согласился выплатить своим жертвам.
Адвокат Фогла Рон Элбергер подал апелляцию 14 декабря 2015 года, ссылаясь на то, что приговор превышает максимальный срок, рекомендованный прокуратурой. Заключение по апелляции должно было быть вынесено к 25 января 2016 года, но Фогл попросил и получил отсрочку по рассмотрению апелляции после того, как у Элбергера был диагностирован рак. После подачи апелляции прокуратура США в ответ выступила против любого смягчения приговора. 9 июня 2016 года приговор Фоглу был оставлен в силе Апелляционным судом седьмого округа США.

### Тюремное заключение

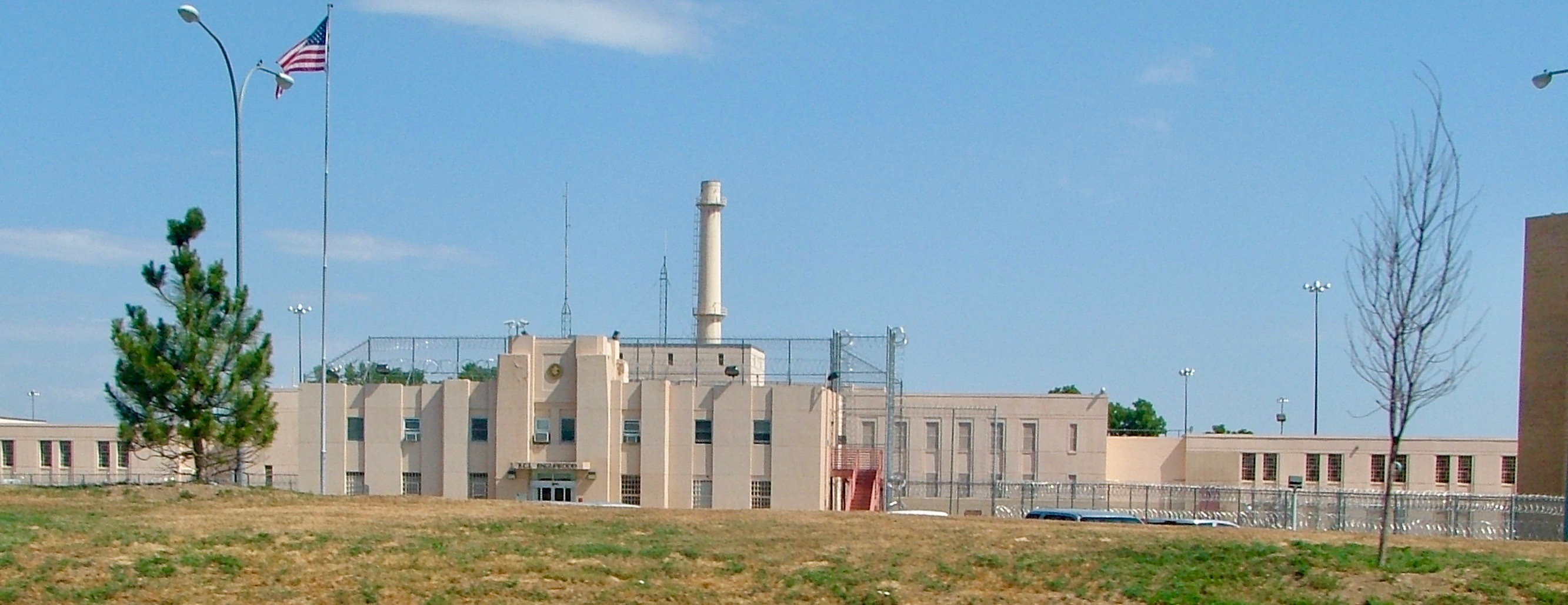
Федеральное исправительное учреждение Энглвуд, в котором отбывает наказание Фогл

Адвокаты Фогла рекомендовали ему отбыть наказание в Федеральном исправительном учреждении Энглвуд недалеко от Литтлтона, штат Колорадо, так как там есть специализированная программа для преступников, осуждённых за половые преступления. Судья Пратт согласилась с рекомендациями, но у неё не было полномочий определять, где Фогл будет отбывать наказание. 21 ноября 2015 года Фогл прибыл в Центр заключения округа Хендерсон, штат Кентукки, для временного содержания. 15 декабря 2015 года Фогл поступил под стражу Федерального бюро тюрем и отправился в Федеральный трансферный центр в Оклахома-Сити. Три дня спустя его перевели в Энглвуд. В Федеральном бюро тюрем он зарегистрирован под номером 12919-028. Самая ранняя возможная дата его освобождения — 24 марта 2029 года.

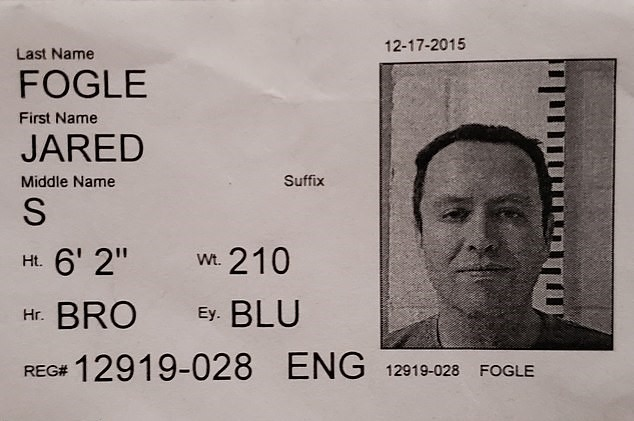
Тюремная фотография Фогла, сделанная в 2015 году незадолго до перевода в Энглвуд

8 ноября 2017 года судья Пратт отклонила ходатайство, поданное Фоглом и подготовленное для него его сокамерником, в котором Фогл пытался утверждать, что суд в 2015 году не имел юрисдикции для его осуждения, поскольку он является самопровозглашённым «суверенным гражданином».
В ноябре 2021 года Фогл впервые обратился к прессе из тюрьмы, написав в письме в New York Post, что он «по-королевски облажался» («royally screwed up»). В том же письме он утверждал, что пробегает от 4 до 5 миль (от 6,4 до 8 км) в день и регулярно тренируется, а также, что его вес составляет 180 фунтов (82 кг).

### Связанный судебный процесс
24 октября 2016 года адвокаты Кэтлин Маклафлин подали иск против Subway в Индиане. В иске утверждалось, что компания нарушила неприкосновенность частной жизни и права собственности Маклафлин, используя образы её детей в рекламе без заключения контракта, а также нанесла ей моральный вред, скрыв по крайней мере три случая незаконного поведения Фогла, о которых было доложено руководству компании, включая случай, когда старший вице-президент Subway по маркетингу замял инцидент 2004 года. Иск был отклонён в октябре 2017 года; судья постановил, что суд не обладает должной юрисдикцией, поскольку основная коммерческая деятельность Subway осуществлялась за пределами Индианы.

### Возможность предъявления других обвинений
Штат Нью-Йорк мог потенциально предъявить Фоглу обвинения в изнасиловании и/или торговле людьми в целях сексуальной эксплуатации по эпизодам, касавшимся жертв, проходивших в деле как № 13 и № 14. Федеральное соглашение Фогла о признании вины не имеет юридической силы в отношении обвинений штата, поэтому не было бы двойной ответственности, если бы штат Нью-Йорк решил возбудить уголовное дело. Однако юрист, представлявший сторону штата Нью-Йорк в деле Фогла, бывший помощник окружного прокурора Мэтью Р. Смоллс заявил, что в сложившихся обстоятельствах штат не будет выдвигать обвинения, так как это нанесло бы гораздо больший вред жертвам, чем посодействовало торжеству правосудия.

## Личная жизнь
В ноябре 2009 года Фогл обручился с Кэтлин Маклафлин, учительницей из Индианы. В январе 2010 года журнал People сообщил, что Фогл снова набрал 40 фунтов (18 кг) и планировал сбросить его с помощью программы похудения Subway к предстоящей свадьбе. Фогл и Маклафлин поженились в июле 2010 года, у них родились двое детей: сын (2011 г.р.) и дочь (2013 г.р.).
В 2013 году состояние Фогла составляло 15 миллионов долларов США. 19 августа 2015 года, после того, как Фогл предстал перед федеральным судом, его жена через своего адвоката опубликовала заявление, что добивается развода. Она добавила, что сосредоточена «исключительно на благополучии своих детей» и не будет давать дальнейших комментариев. Их развод завершился 16 ноября 2015 года; Фогл согласился выплатить ей 7 миллионов долларов США. Согласно материалам суда, она переехала из Индианы до того, как Фогл признал себя виновным, и решила поселиться в неизвестном месте, чтобы защитить себя и детей от «цирка СМИ», окружавшего преступления Фогла.

## Фильмография
| Год        | Название                          | Роль  | Примечания                                                                         |
| ---------- | --------------------------------- | ----- | ---------------------------------------------------------------------------------- |
| 2000-2015  | Рекламные ролики Subway           | Камео |                                                                                    |
| 2002, 2008 | Saturday Night Live               | Камео | 2 эпизода                                                                          |
| 2004       | Двойная порция                    | Камео |                                                                                    |
| 2011       | Такие разные близнецы             | Камео |                                                                                    |
| 2014       | Сообщество                        | Камео | эпизод Basic Story                                                                 |
| 2014       | Акулий торнадо 2: Второй по счёту | Камео |                                                                                    |
| 2015       | Основы студенческого юмора        | Камео | эпизод Cast of Avengers 2 Plays Sock or Hat                                        |
| 2015       | Акулий торнадо 3                  | Камео | эпизод с Фоглом вырезан из версии трансляции канала Syfy                           |
| 2015       | Dr. Phil                          | Камео | эпизод Subway Sandwich King to Child Sex Scandal: Jared Fogle’s Secret Audio Tapes |

В комедийном фильме ужасов Ллойда Кауфмана «Атака куриных зомби» (2006) роль Джареда Фогла исполнил Джо Флейшейкер.
Трёхсерийный документальный фильм о Фогле и его преступлениях под названием Jared from Subway: Catching a Monster транслировался по сети платного телевидения ID в марте 2023 года.

### Комментарии
1. ↑  Уже после того, как Фогл был осуждён, он появился в компьютерной игре 2017 года South Park: The Fractured But Whole в роли босса одного из уровней[17].
2. ↑  На момент заключения соглашения Кэтлин Маклафлин ещё была женой Фогла, вскоре они развелись[48].
3. ↑  В иске приводилась информация о том, что 2004 году Фогл сделал непристойное предложение юной девушке на рекламном мероприятии франшизы Subway в Лас-Вегасе. Узнав об этом, компания отправила PR-менеджера расспросить Фогла и владельца франшизы об инциденте. С потерпевшей не связывались[43].